# 细茎乌头
细茎乌头（学名：Aconitum tenuicaule）为毛茛科乌头属下的一个种。

## 扩展阅读
- 維基物種上的相關：细茎乌头